# Sleepycat Software
Sleepycat Software, Inc. war ein US-amerikanisches Softwareunternehmen mit Sitz in Lincoln (Massachusetts). Es wurde 1996 von Margo Seltzer und Keith Bostic gegründet. Die Entwicklung des Hauptprodukts Berkeley DB begann jedoch bereits 1991 an der Universität Berkeley, um einen Ersatz für die auf UNIX-Systemen eingesetzte dbm-Bibliothek zu schaffen. Die neue Entwicklungsdatenbank wurde ab 1992 als Teil von 4.4BSD vertrieben und stand unter der BSD-Lizenz.
Der Anstoß zur kommerziellen Vermarktung von Berkeley DB und damit zur Gründung des Unternehmens kam von Netscape, das eine Sammlung von Server-Tools zusammenstellte und externes Know-how für einen LDAP-Server benötigte. Sleepycat beschäftigte im November 2005 etwa 30 Angestellte; Präsident und CEO war seit 2001 Michael Olson.
Sleepycat galt als Beispiel für ein erfolgreiches Geschäftsmodell auf Basis von Open-Source-Software. Berkeley DB wird – ähnlich wie MySQL – unter einer dualen Lizenz angeboten: als kostenlose Open-Source-Datenbank unter der GPL-ähnlichen Sleepycat License sowie als proprietäre Variante zur Einbindung in herkömmliche „closed-source“-Produkte. Als Voraussetzung für eine duale Lizenzierung wird Berkeley DB nicht als Community-Projekt, sondern als internes Unternehmensprojekt entwickelt, sodass alle Rechte am Quellcode bei Sleepycat liegen.
Etwa zwei Drittel des Umsatzes von Sleepycat entfallen auf Lizenzeinnahmen, das übrige Drittel wird mit Dienstleistungen (Support, Training und Beratung) erwirtschaftet. Das Unternehmen war von Beginn an profitabel, nicht börsennotiert und unabhängig von externen Investoren. Berkeley DB wird nach Unternehmensangaben mehr als 200 Millionen Mal eingesetzt. Zu den Kunden von Sleepycat zählten Telekommunikations-, Netzwerk- und Hardwareanbieter wie Cisco Systems, Motorola, Sun Microsystems und Hewlett-Packard sowie die Internetunternehmen Google, Amazon, AOL und Yahoo!.
Im Februar 2006 wurde Sleepycat von Oracle aufgekauft.